# Coverture

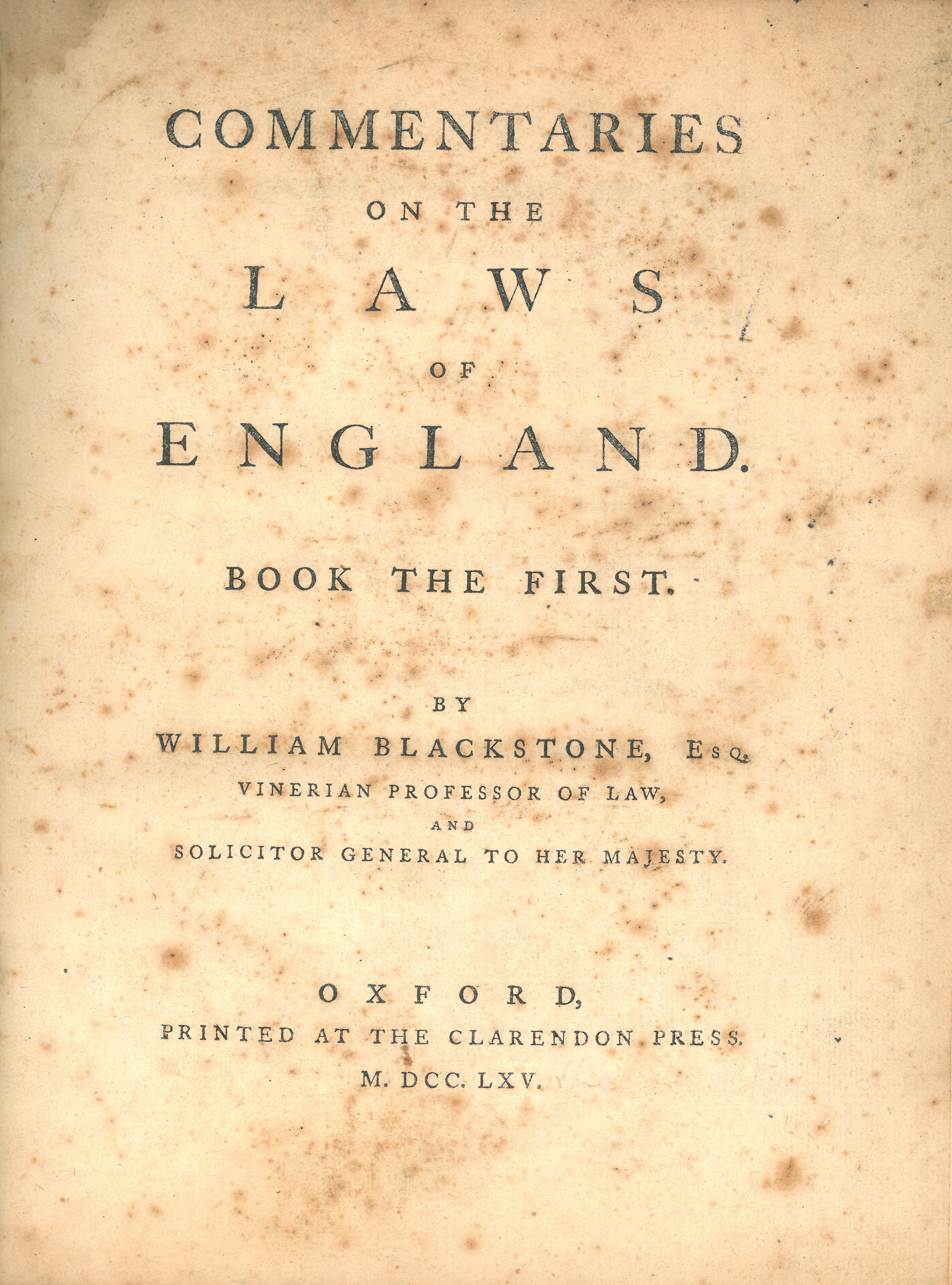
Première page du « Commentaries on the Laws of England » de William Blackstone

La coverture était une doctrine juridique selon laquelle la personnalité juridique d'une femme était suspendue au moment de son mariage et se fondait avec celle de son époux. Elle abandonnait alors le statut de feme sole pour celui de feme covert.
Inscrite dans la common law d'Angleterre et des États-Unis pendant la majeure partie du XIXe siècle, elle fut formulée dans la seconde moitié du XVIIIe siècle par le jurisconsulte William Blackstone dans ses très influents Commentaries on the Laws of England. Pour Blackstone, « l'être même, ou l'existence légale de la femme, est suspendu tout le temps du mariage, ou tout au moins il est incorporé et intégré à celui de son mari : c'est sous l'aile, la protection et la garantie de celui-ci qu'elle exécute tout »,.
La doctrine de la coverture était au fondement des droits et des obligations réciproques des époux. En vertu de ce principe, la femme mariée perdait à titre individuel toute capacité juridique. Elle ne pouvait aller en justice, ni signer aucun document légal, tel un contrat, en son nom propre. Ses biens et ses revenus étaient abandonnés à la gestion de son mari.